# Cabourg
Cabourg este o comună franceză, situată în departamentul Calvados, în regiunea Normandie.
Oraș de vacanță al lui Marcel Proust, care obișnuia să locuiască la „Grand Hôtel”, comuna este o importantă stațiune balneară pe malul Mării Mânecii și a fost un punct de întâlnire pentru marea burghezie europeană, în principal franceză, engleză, belgiană, elvețiană și rusă, în perioada Belle Époque și în perioada interbelică. Faleza sa a fost acoperită cu hoteluri în anii 1920.

## Geografie
Cabourg este un oraș balnear normand de pe Côte Fleurie, situat între Caen și Deauville, în sudul golfului Senei. Orașul se află pe malul mării și pe malul râului Dives. Este situat la porțile regiunii Pays d'Auge.

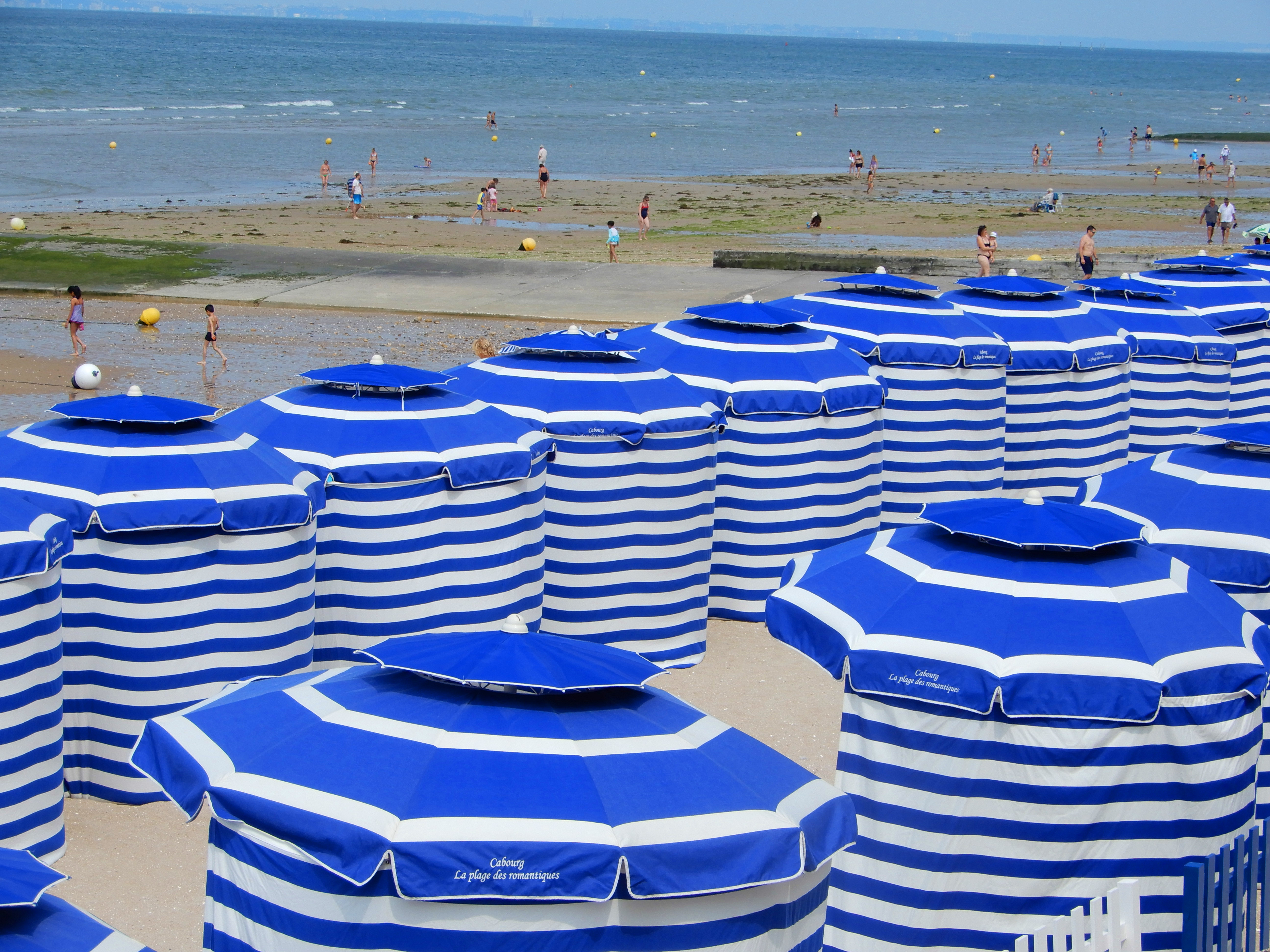
Cabourg - Plaja, vara 2018.
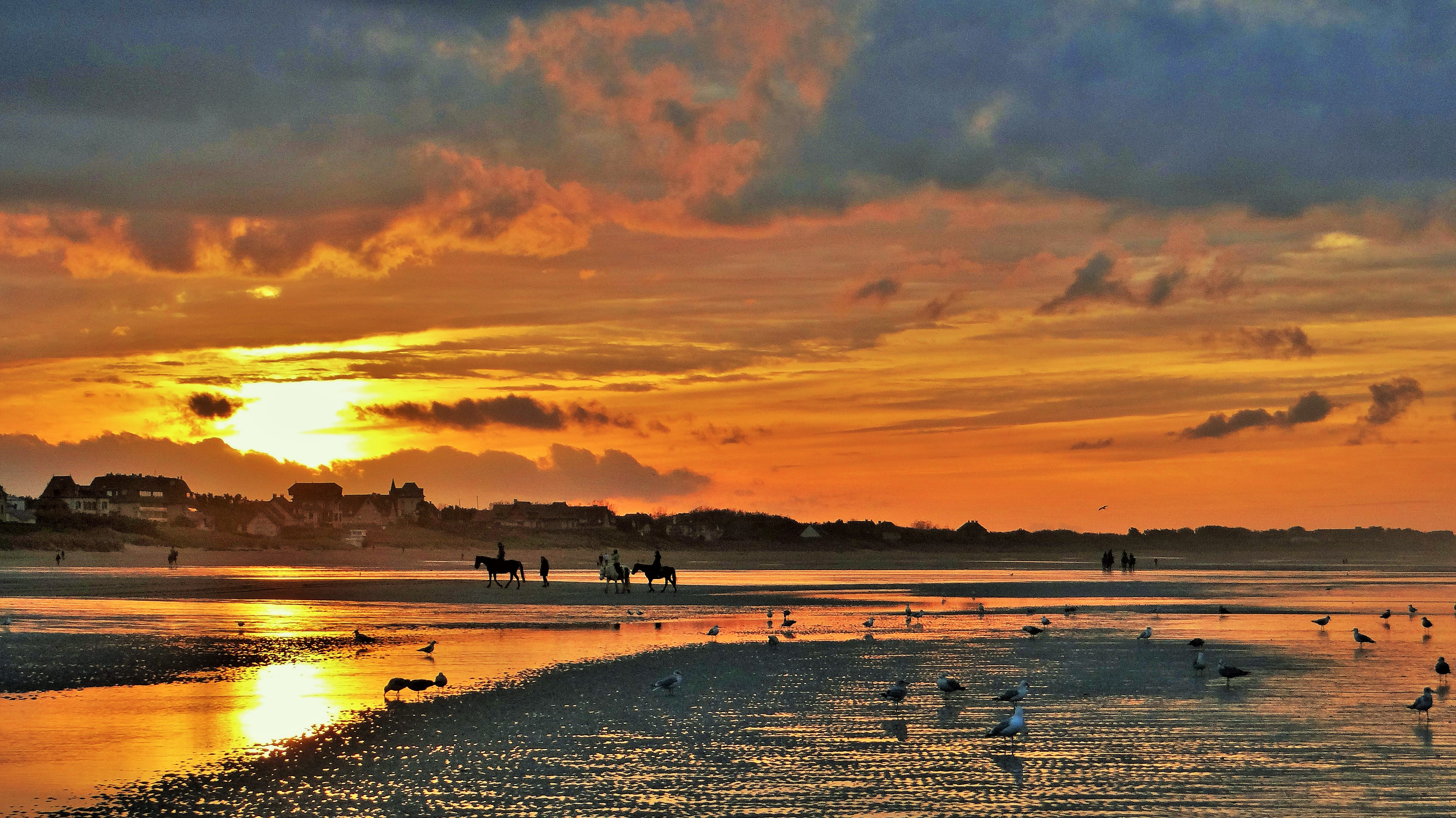
Plaja din Cabourg, într-o seară. Octombrie 2022.
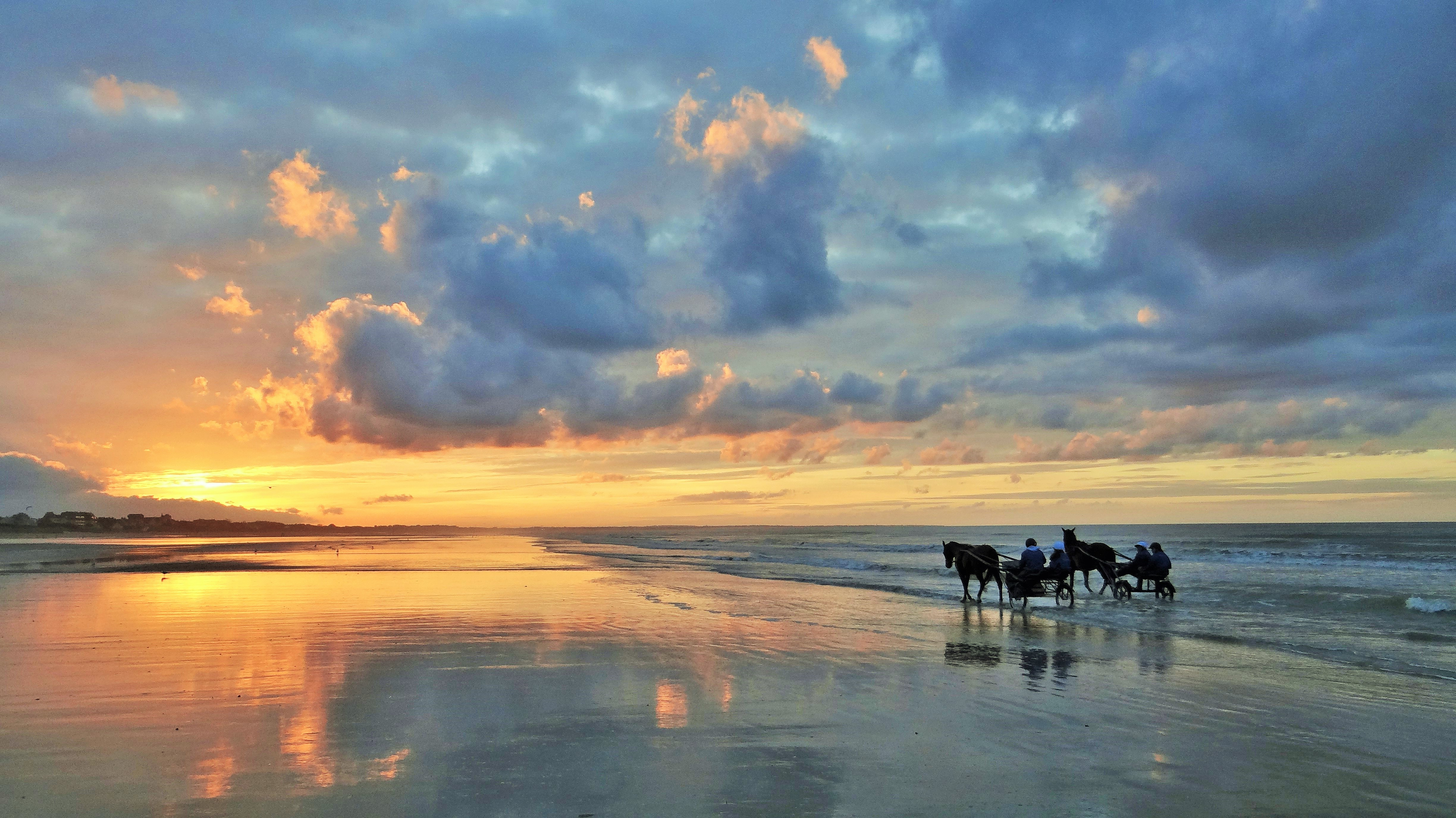
Plaja din Cabourg, în aceeași seară.

### Comunele învecinate
Comunele învecinate sunt Dives-sur-Mer, Houlgate și Varaville.

### Hidrografie
Cabourg este o comună limitrofă Mării Mânecii, al cărei teritoriu este delimitat la vest de albia râului Dives.
Râul Divette se varsă aici.

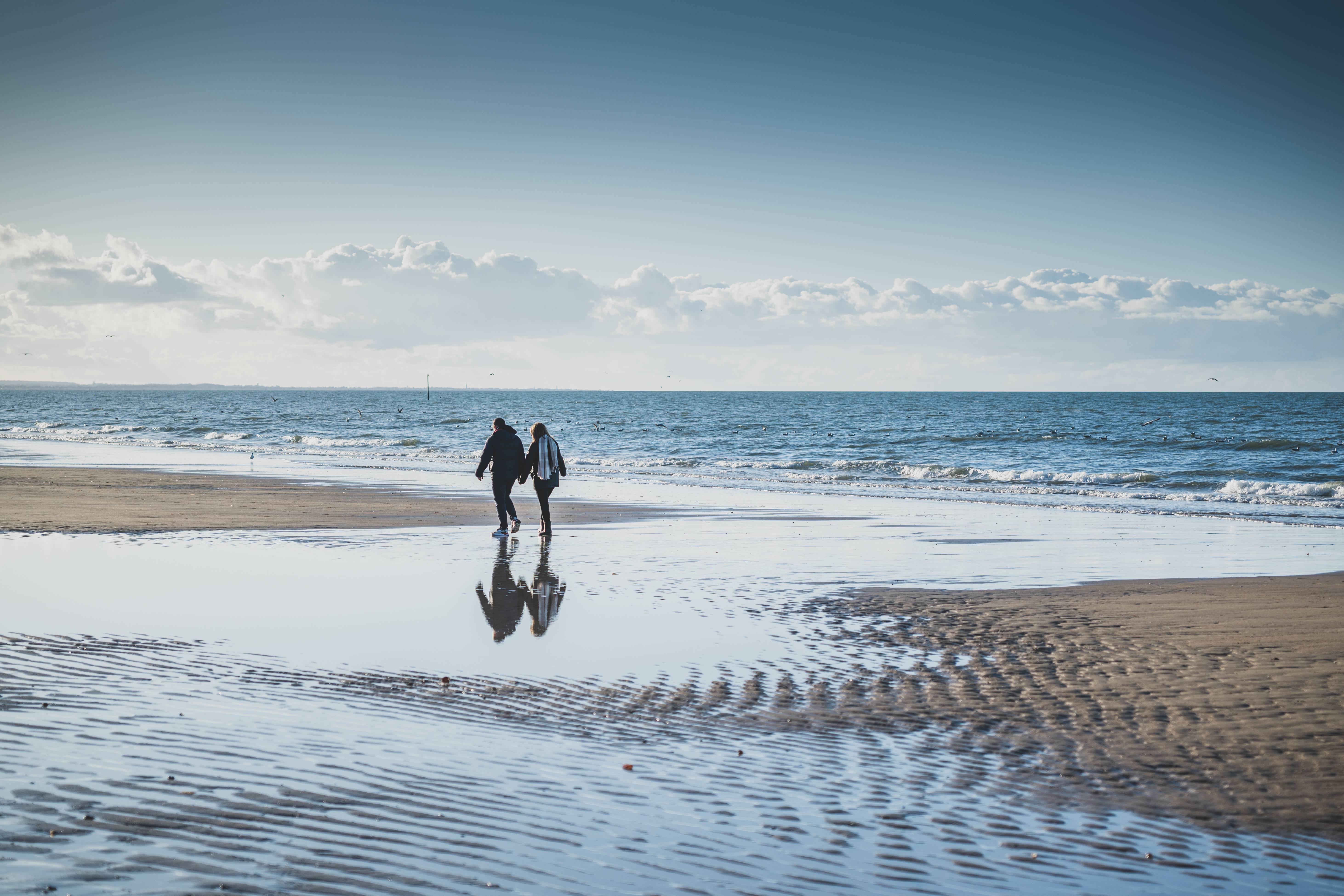
Plaja din Cabourg
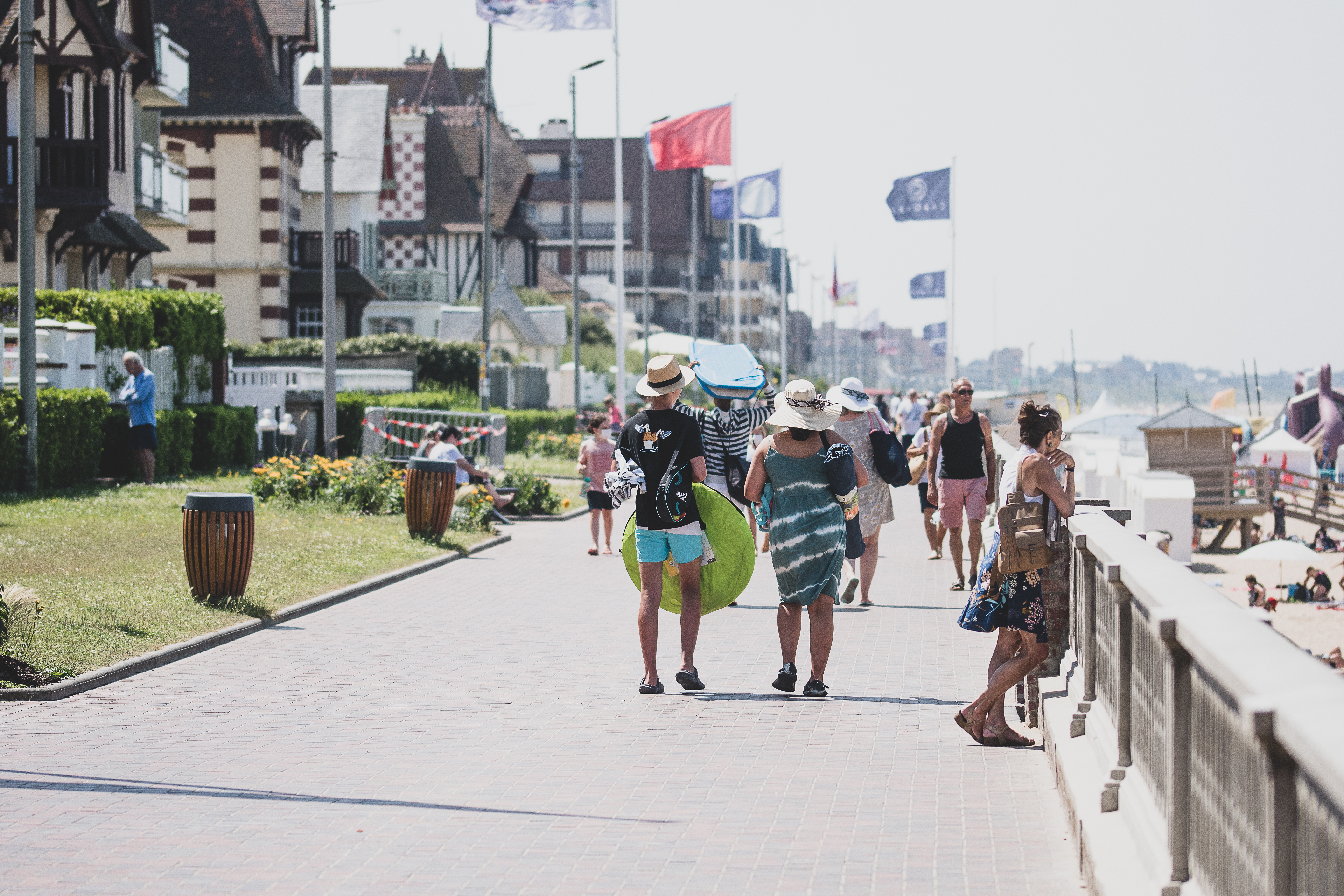
Promenada Marcel-Proust
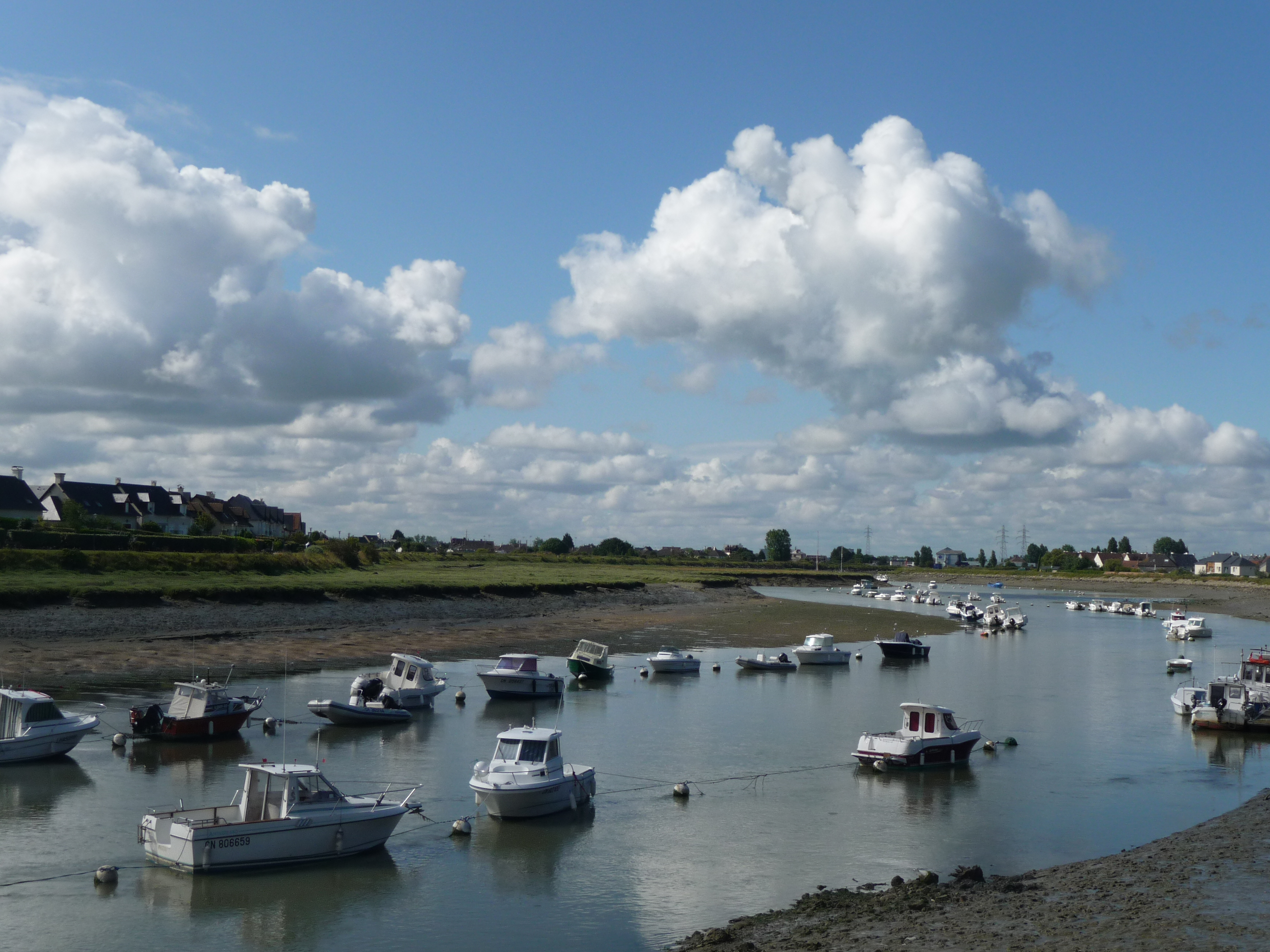
Dives și vapoarele sale.

### Clima
În 2010, clima comunei era de tip oceanic alterat, conform unui studiu al Centrului Național de Cercetare Științifică (CNRS) bazat pe o serie de date ce acoperă perioada 1971-2000. În 2020, Météo-France a publicat o tipologie a climei din Franța metropolitană, în care comuna este clasificată cu un climat oceanic și se află în regiunea climatică Normandia (Cotentin, Orne), caracterizată printr-o pluviometrie relativ ridicată (850 mm/an) și o vară răcoroasă (15,5 °C).
În paralel, GIEC Normand, un grup regional de experți în climatologie, a diferențiat în 2020 trei tipuri mari de climă pentru regiunea Normandia, nuanțate la o scară mai detaliată de factorii geografici locali. Conform acestui zonaj, comuna este expusă unui „climat al platourilor adăpostite”, corespunzător câmpiei agricole de la Caen la Falaise, situată sub vântul dealurilor Normandiei și aproape de mare, caracterizată printr-o pluviometrie și constrângeri termice moderate.
Pentru perioada 1971-2000, temperatura anuală medie este de 10,8 °C, cu o amplitudine termică anuală de 11,9 °C. Cumulul anual mediu de precipitații este de 716 mm, cu 11,6 zile de precipitații în ianuarie și 7,5 zile în iulie. Pentru perioada 1991-2020, temperatura medie anuală observată la stația meteorologică Météo-France cea mai apropiată, situată în comuna Sallenelles la 9 km distanță, este de 11,8 °C, iar cumulul anual mediu de precipitații este de 735,8 mm.
Parametrii climatici ai comunei au fost estimați pentru mijlocul secolului (2041-2070) conform diferitelor scenarii de emisie de gaze cu efect de seră, bazate pe noile proiecții climatice de referință DRIAS-2020. Aceștia pot fi consultați pe un site dedicat publicat de Météo-France în noiembrie 2022.

## Urbanism

### Tipologie
La 1 ianuarie 2024, Cabourg este clasificată drept mic oraș, conform noii grile comunale de densitate în 7 niveluri, definită de INSEE (Institutul Național de Statistică și Studii Economice) în 2022. Cabourg face parte din unitatea urbană Dives-sur-Mer, o aglomerație intra-departamentală, unde deține statutul de oraș-centru.
În plus, comuna aparține zonei metropolitane Dives-sur-Mer, fiind o comună din polul principal al acestei zone. Zona cuprinde 12 comune și este clasificată printre zonele de mai puțin de 50.000 de locuitori.
Comuna, situată pe malul golfului Senei, este, de asemenea, o comună litorală în sensul legii din 3 ianuarie 1986, cunoscută sub numele de legea litoralului. Dispoziții urbanistice specifice se aplică aici pentru a proteja spațiile naturale, siturile, peisajele și echilibrul ecologic al litoralului, cum ar fi, de exemplu, principiul interdicției de construire în afara zonelor urbanizate pe fâșia litorală de 100 de metri sau mai mult, dacă planul local de urbanism prevede acest lucru.

### Utilizarea terenurilor
Ocupația terenurilor din comună, conform bazei de date europene privind ocuparea biogeografică a solurilor Corine Land Cover (CLC), se caracterizează prin predominanța terenurilor artificializate (73,9% în 2018), în creștere față de 1990 (60%). Repartizarea detaliată în 2018 este următoarea: zone urbanizate (54,5%), spații verzi artificializate, non-agricole (19,4%), pajiști (18,4%), ape maritime (4,4%), spații deschise, fără sau cu puțină vegetație (3,3%). Evoluția ocupării terenurilor în comună și a infrastructurilor sale poate fi observată pe diferitele reprezentări cartografice ale teritoriului: harta Cassini (secolul XVIII), harta de stat-major (1820-1866) și hărțile sau fotografiile aeriene ale IGN pentru perioada actuală (1950 până în prezent).

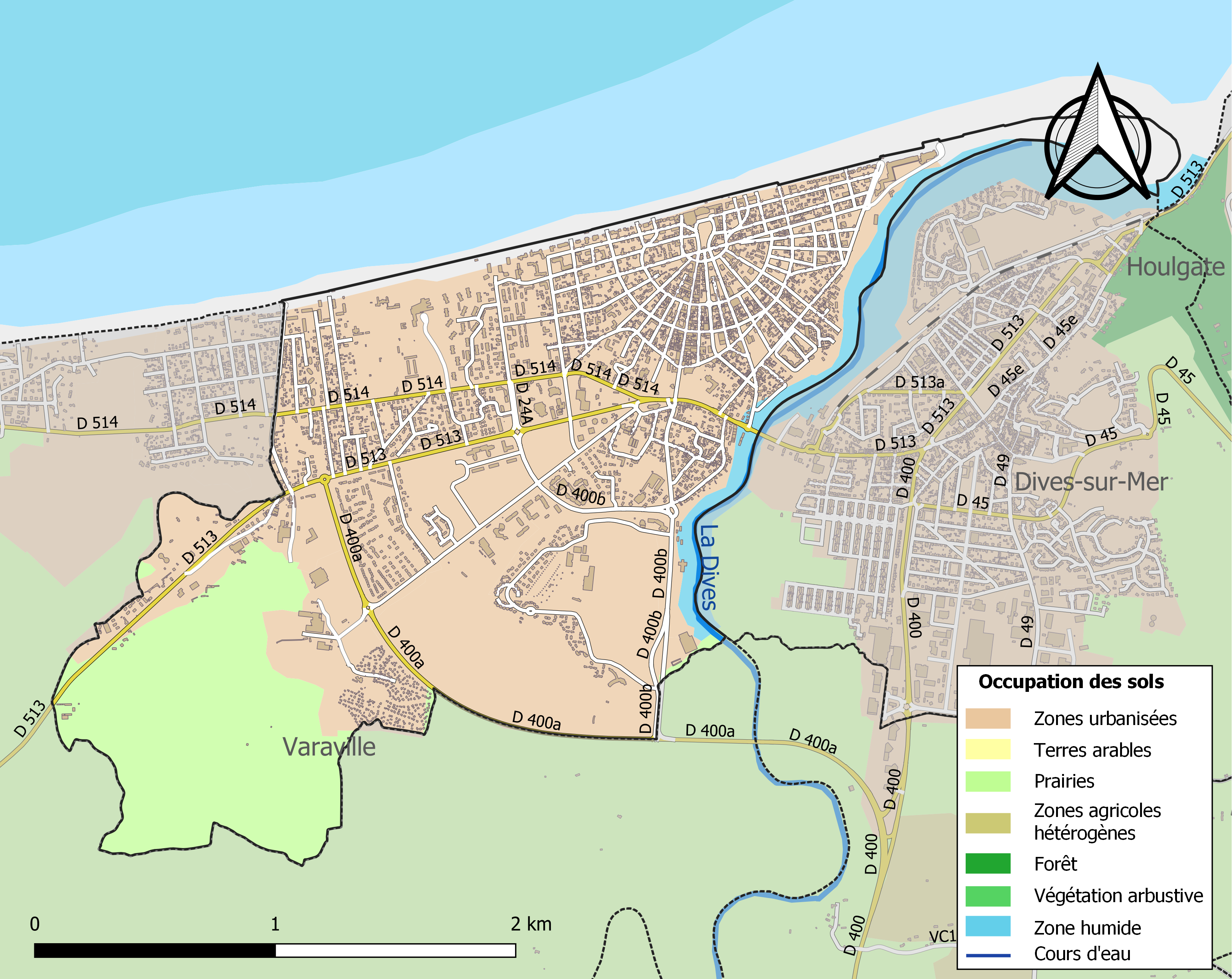
Harta infrastructurii și utilizării terenului a comunei în 2018 (CLC).

## Toponimie
Numele localității este atestat sub formele latinizate Cathburgum între 1066 - 1079; Cadburgus și Cathburgus în 1077, iar forma normandă Cadburg în 1082; Caborc în 1155; Cadborc în 1169; Caburgus în 1172; Cadburgus în 1190; Cabourc în 1297; Cabourt în secolul al XIV-lea; Cabbourg în 1554.
Este vorba despre o formație toponimică medievală a cărei origine precisă rămâne de stabilit. Ernest Nègre explică numele Cabourg prin numele de femeie Hadeburgis folosit absolut. Albert Dauzat și Charles Rostaing preferă, asemenea majorității toponimiștilor, alăturarea a doi apelative, respectiv, în opinia lor, gaulicul cato- „luptă” și termenul germanic burg „sat” (înțelegând „germanic continental”). René Lepelley se limitează să reia afirmațiile acestora, dar evocă un burgus din latina târzie. În cele din urmă, Louis Guinet consideră că este probabil un toponim bazat pe termenul din vechiul saxon burg, pe care François de Beaurepaire îl consideră ca fiind vechi englez în Normandia, adică burg, burh „târg, bourg”. Acesta este precedat de un element nedeterminat, poate celticul cad „luptă” sau un nume de persoană saxon, Cada, deoarece se apropie clar de nume de locuri britanice de tipul Cadbury și Cadborough, care sunt și ele vechi Cadburg, Cadbuhr. Ipoteza saxonă este susținută de existența, atestată atât de textele epocii, cât și de arheologia modernă, a așezărilor saxone din secolele IV-V-VI în Bessin și în regiunea rurală din jurul Caenului, precum și de existența mai multor toponime Cabourg, Cabourt, Cabour în Normandia, dar nu și în alte părți. Potrivit lui François de Beaurepaire, tipurile toponimice în -bourg s-ar fi putut răspândi ulterior, odată cu sosirea coloniștilor anglo-scandinavi în secolul al X-lea (cf. Cherbourg sau Wambourg).
Observație: Sugestia lui Ernest Nègre rămâne cea mai puțin convingătoare, atât din punct de vedere fonetic (este dificil de înțeles cum Hadeburg- ar fi devenit Cathburg- / Cadburg-, cu o trecere de la [h] la [c], inexplicabilă în Normandia), cât și din punct de vedere structural (antroponimele, în special cele feminine, utilizate în mod absolut, sunt extrem de rare în toponimia normandă, mai ales cele dintr-o epocă atât de îndepărtată).

## Istorie

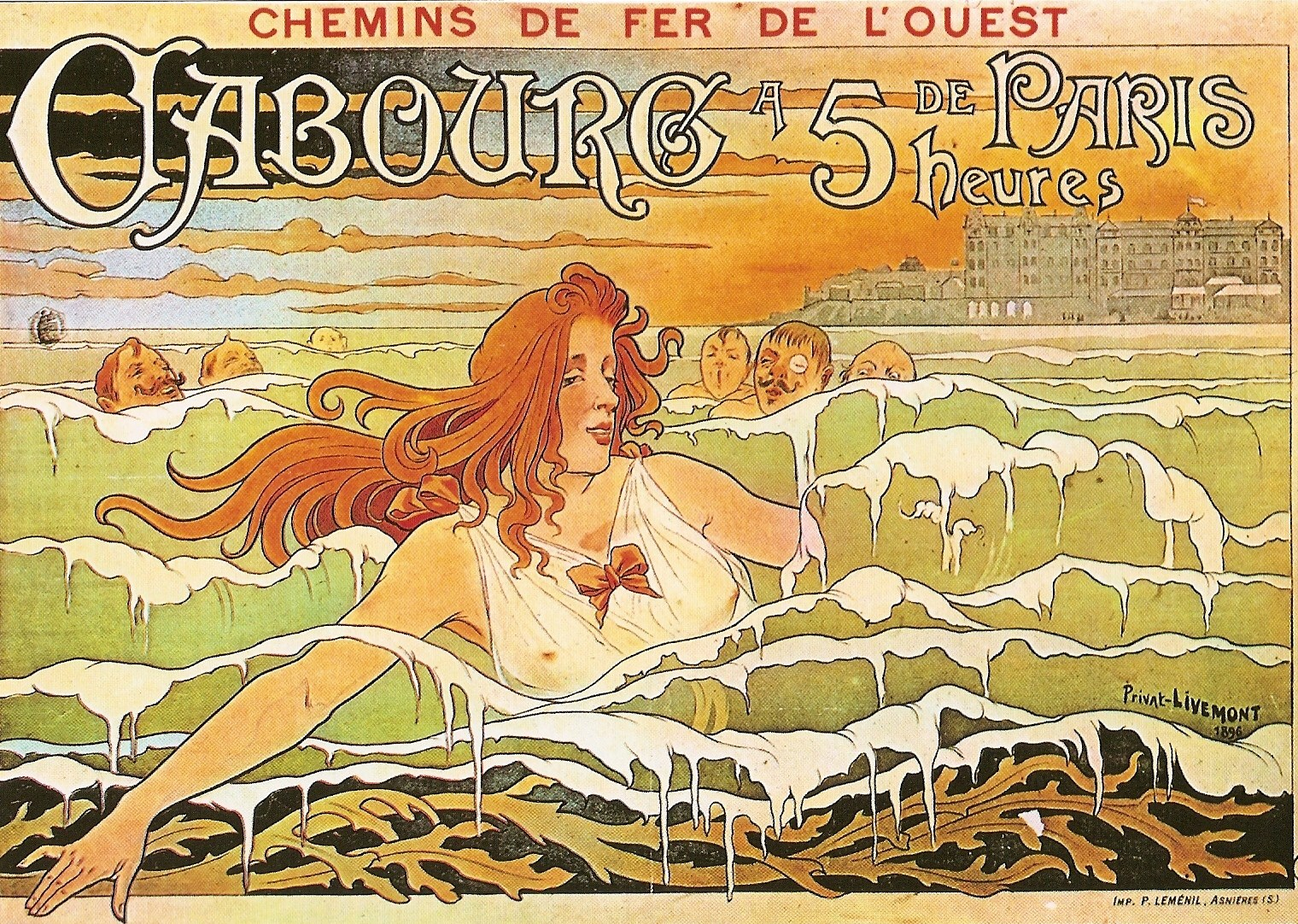
Cazinoul: litografie realizată de Henri Privat-Livemont (1897).

În 1793, la Cabourg erau înregistrați doar 165 de locuitori. Satul s-a dezvoltat în principal în apropierea râului Dives, la nord de confluența acestuia cu Divette. Habitatul era organizat în jurul a două axe: una paralelă cu râul și cealaltă la sud de drumul dintre Caen și Dives, biserica aflându-se ușor izolată la sud-vest. Dunele situate la nordul comunei nu erau locuite. În secolul al XIX-lea, populația a crescut constant, ajungând la 718 locuitori în 1866.
Henri Durand-Morimbau (tatăl lui Henri des Houx), om de afaceri și avocat parizian, a decis, în anii 1850, să creeze o stațiune balneară în apropierea micului sat de pescari. În acest scop, a înființat Société thermale. Cu un capital de 12 milioane de franci, împărțit în acțiuni nominative de 500 de franci fiecare, organizația a achiziționat terenurile de lângă mare, formate din dune și pășuni. Arhitectului Robinet i s-a încredințat sarcina de a elabora un plan urbanistic. Acesta a ales un plan radio-concentric, amintind de cel al teatrelor greco-romane: bulevardele converg către o piață centrală pe care se află un cazinou, reprezentând scena.
Prima piatră a cazinoului, construit de fapt din lemn, a fost pusă solemn pe 9 mai 1854, iar sute de copaci au fost plantați de-a lungul bulevardelor nou trasate. Noua stațiune balneară a fost inaugurată sub numele de Cabourg-les-Bains. Cu toate acestea, resursele financiare s-au epuizat rapid, iar stațiunea a suferit din cauza lipsei unei legături feroviare.
În 1861, un mare hotel a fost construit la marginea țărmului. Acesta a fost demolat și reconstruit în 1907 de arhitecții Virault și Mauclerc. Cazinoul din lemn a fost înlocuit, în 1867, cu o nouă clădire din piatră, mai funcțională.
În 1879, o linie de cale ferată a fost deschisă între gara Dives-Cabourg și gara Mézidon, facilitând astfel legăturile cu Parisul. Aceasta a fost prelungită până la Trouville-Deauville între 1882 și 1884. În 1881, o linie între Caen și Dozulé-Putot s-a conectat cu linia Mézidon - Dives, îmbunătățind legătura dintre stațiunea balneară și prefectură.
Între 1891 și 1892, a fost deschisă prima linie a Chemins de fer du Calvados între Caen și Dives; pe teritoriul comunei au fost prevăzute trei opriri: Bas-Cabourg, Cabourg Pépinière și Cabourg (la capătul avenue de la Mer).
După o ușoară scădere demografică în anii 1870, populația din Cabourg a crescut rapid odată ce satul a devenit o stațiune balneară la modă.
Între 1881 și 1936, populația s-a dublat (de la 1.014 la 2.095 locuitori), atingând un maxim în 1946, cu 3.479 de locuitori recenzați. Pentru a face față expansiunii stațiunii, au fost construite numeroase facilități:
- o nouă primărie în 1883, care a adăpostit primăria, școala de băieți și biroul de Poștă și Telegraf;
- un dig-promenadă de 1.200 m lungime în 1887, pentru a combate eroziunea;
- facilități turistice precum terenul de tenis garden-tennis sau terenul de golf situat lângă hipodrom;
- Grand Hôtel, reconstruit în 1908 de arhitecții Viraut și E. Mauclerc.

După un declin demografic accentuat în anii 1950, populația a revenit pe un trend ascendent în anii 1970, datorită politicii de relansare turistică și promovare imobiliară inițiate de Bruno Coquatrix, ales primar în 1971. În 1999, numărul locuitorilor a depășit pragul istoric din 1946.

## Populația și societatea

### Date demografice
Evoluția numărului de locuitori este cunoscută prin recensămintele populației efectuate în comuna respectivă începând din 1793. Pentru comunele cu mai puțin de 10 000 de locuitori, un recensământ al întregii populații este realizat la fiecare cinci ani, populațiile legale pentru anii intermediari fiind estimate prin interpolare sau extrapolare.
În 2021, comuna număra 3583 locuitori, în scădere cu -2,21 % față de 2015 (Calvados: +1,02 %, Franța fără Mayotte: +1,84%).
| An        | 1793 | 1821 | 1841 | 1856 | 1876 | 1886 | 1901 | 1921 | 1936 | 1962 | 1982 | 2006 | 2014 | 2021 |
| --------- | ---- | ---- | ---- | ---- | ---- | ---- | ---- | ---- | ---- | ---- | ---- | ---- | ---- | ---- |
| Populație | 165  | 224  | 323  | 375  | 694  | 1099 | 1644 | 1897 | 2095 | 3022 | 3238 | 3965 | 3673 | 3583 |

## Cultură locală și patrimoniu

### Locuri și monumente
- Grand Hôtel de Cabourg: O mare parte a acestui edificiu este înscrisă, din 1993, în inventarul suplimentar al monumentelor istorice[43]. Marcel Proust a locuit aici, iar clădirea a fost ocupată de germani în timpul celui de-al Doilea Război Mondial.
- Biserica Saint-Michel din Cabourg.
- Cazinoul, extins între 2006 și 2007. A fost luată decizia de a construi un nou cazinou, situat lângă complexul acvatic, pentru a reda vechiului cazinou funcția de spațiu cultural, incluzând un teatru și săli de recepție pentru congrese.
- Bustul lui Charles Bertrand, realizat de Alfred Boucher și inaugurat în 1928. Este amplasat în grădinile cazinoului.
- Statuia lui Marcel Proust, realizată de Edgar Duvivier și inaugurată în 2017. Inițial amplasată în grădinile cazinoului, se află acum în grădinile Vilei Timpului Regăsit (Villa du Temps retrouvé).
- Băile din Cabourg, situate sub promenada Marcel-Proust.
- Thalassoterapia, hotelul său „Les bains de Cabourg” și restaurantul „Le poisson d'argent”.

Conform Ministerului Culturii francez, cazinoul și Grand Hôtel constituie „unul dintre ansamblurile balneare cele mai coerente și mai bine conservate din perioada Belle Époque”.
În mai 2021, Villa Timpului Regăsit (Villa du Temps retrouvé) își deschide porțile. Acest muzeu de un nou tip oferă o călătorie în perioada Belle Époque, ghidată de opera lui Marcel Proust. Dezvoltat și imaginat de Tristan Duval, pe atunci primar al orașului Cabourg, împreună cu un comitet științific din care făceau parte Jérôme Neutre și Jérôme Clément, vila se dorește a fi un loc de prezentare a unor opere importante provenite din marile colecții și din muzee renumite, precum Orsay, Beaux-Arts din Rouen și Strasbourg, Carnavalet etc.
Villa Timpului Regăsit propune un parcurs tematic Belle Époque și o expoziție dedicată marilor personalități ale perioadei, precum Gustave Eiffel, Fantômas, Max Linder și alții.
Cabourg, la fel ca vecina sa Deauville și alte orașe din apropierea litoralului Normandiei situate în proximitatea Parisului, dispune de numeroase locuințe private superbe. Astfel, pe marile bulevarde ale orașului (cum ar fi Avenue de la Mer), dar și pe străduțele mai mici, pot fi admirate case impunătoare și adesea foarte mari, sau vile elegante.

### Personalități

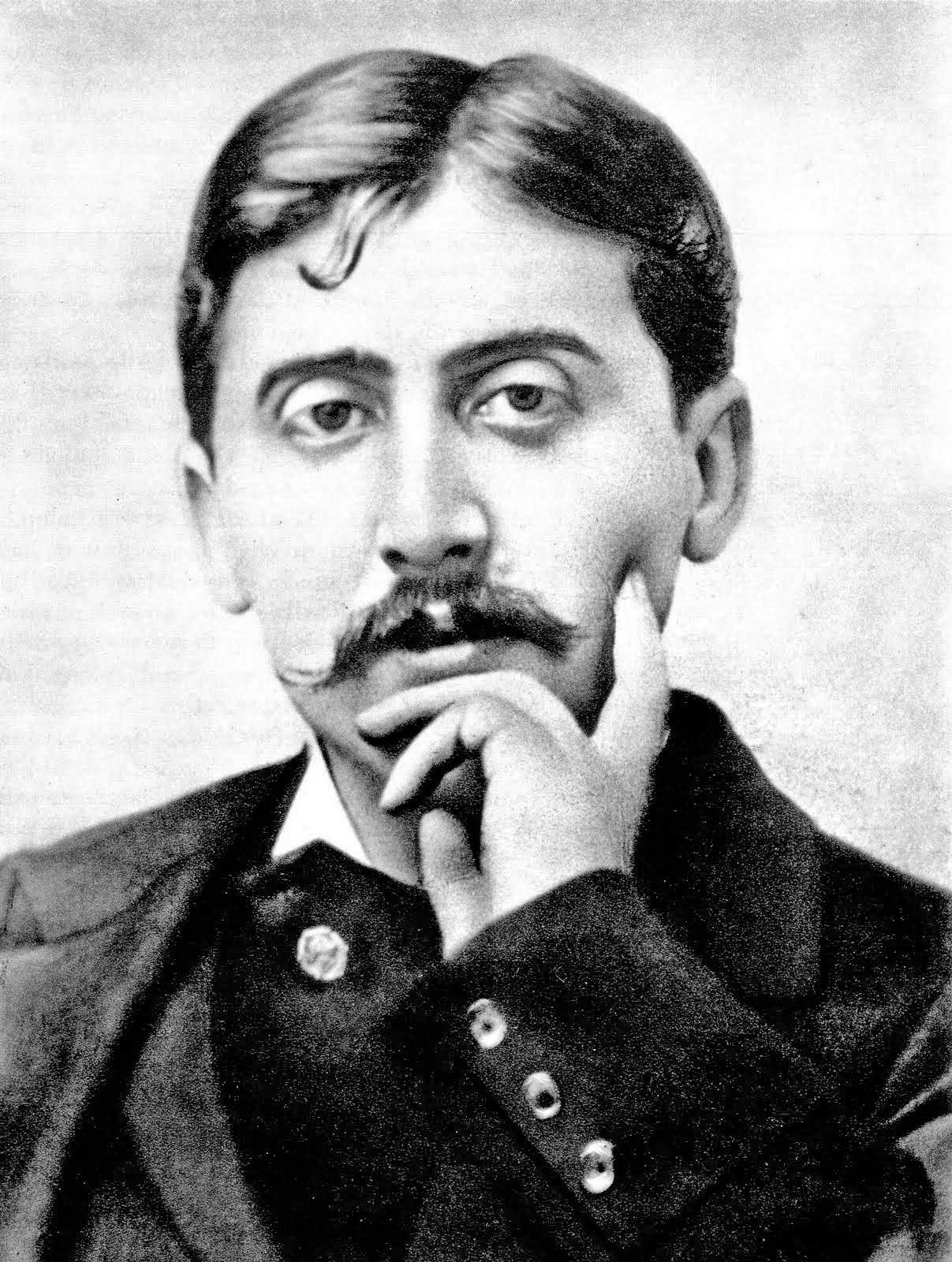
Marcel Proust, un obișnuit al Grand-Hôtel de Cabourg.

- Adolphe d'Ennery (1811-1899), dramaturg, primar al orașului, proprietar al vilei L'Albatros.
- Louis Artus (1870-1960), autor dramatic, scriitor de vodeviluri, romancier și critic. Prieten al lui Proust, o avenidă din Cabourg îi poartă numele.
- Pierre Ucciani (1851-1939), pictor corsican, a locuit la Cabourg între 1907 și 1934, în vila sa Mary's Cottage, situată pe strada Rue des Platanes. Este înmormântat alături de a doua sa soție în cimitirul din Cabourg[46].
- René-Xavier Prinet (1861-1946), pictor, proprietar al vilei Double Six de pe promenada Marcel Proust.
- Marcel Proust (1871-1922) a locuit la Grand Hôtel în fiecare vară între 1907 și 1914.
- Bruno Coquatrix (1910-1979), fost primar și fondator al sălii Olympia.
- Sandrine Bonnaire și soțul ei, Guillaume Laurant, s-au căsătorit la Cabourg în martie 2003. Ulterior, au devenit membri binefăcători ai Asociației Festivalului Filmului de la Cabourg, contribuind la promovarea cinematografiei romantice franceze și europene.

## Înfrățiri
- Statele Unite ale Americii – Atlantic City
- Germania – Bad Homburg vor der Höhe - din 1956
- Canada – Bromont - din 1975[47]
- Elveția – Chur - din 1980
- Letonia – Jūrmala - din 1977
- Austria – Mayrhofen - din 1956
- Luxemburg – Mondorf-les-Bains - din 1956
- Senegal – Oussouye
- Regatul Unit al Marii Britanii și al Irlandei de Nord – Salcombe - din 1969
- Belgia – Spa - din 1978
- Italia – Terracina - din 1956